# Thymosiopsis
Thymosiopsis is een geslacht van sponsdieren uit de klasse van de Demospongiae (gewone sponzen).

## Soorten
- Thymosiopsis conglomerans Vacelet, Borchiellini, Perez, Bultel-Poncé, Brouard & Guyot, 2000
- Thymosiopsis cuticulatus Vacelet & Perez, 1998